# Pallalcesto Amatori Udine 2000-2001
Questa voce raccoglie le informazioni riguardanti la Pallalcesto Amatori Udine, sponsorizzata Snaidero nelle competizioni ufficiali della stagione 2000-2001.

## Maglie
Il fornitore ufficiale del materiale tecnico per la stagione 2000-2001 è stato Athletes. Lo sponsor principale è stato Snaidero mentre come sponsor secondari vi erano Rex e Crup. Colore dominante della maglia era l'arancione con bordi bianchi e ai fianchi una linea verticale nera.
| Campionato Arancio |

## Organigramma societario
Dal sito internet della società.
Area dirigenziale
- Presidente: Edi Snaidero
- Vicepresidente: Gabriele Drigo
- Vicepresidente: Alessandro Zakelj
- Coordinatore generale: Fausto Barburini
- General manager: Giancarlo Sarti

Area tecnica
- Allenatore: Matteo Boniciolli
- Vice allenatore: Lorenzo Bettarini
- Vice allenatore: Stefano Comuzzo
- Responsabile settore giovanile: Davide Micalich

Area medica & atletica
- Medico: Tiziano Ermacora
- Team manager:Luigino Sepulcri
- Massaggiatore: Jovan Mihaljcic

## Roster
| Snaidero Udine 2000-01 | Snaidero Udine 2000-01 |
| Giocatori              | Staff tecnico          |
| ---------------------- | ---------------------- |

| N. | Naz.                   | Ruolo | Nome               | Anno | Alt.   | Peso   |  |
| -- | ---------------------- | ----- | ------------------ | ---- | ------ | ------ |  |
| 4  | Spagna (bandiera)      | P     | José Lasa          | 1973 | 181 cm | 78 kg  |  |
| 5  | Stati Uniti (bandiera) | G     | Charles Smith      | 1975 | 193 cm | 88 kg  |  |
| 6  | Italia (bandiera)      | P     | Leonardo Busca     | 1972 | 180 cm | 77 kg  |  |
| 7  | Slovenia (bandiera)    | AG    | Teoman Alibegović  | 1967 | 208 cm | 105 kg |  |
| 8  | Italia (bandiera)      | A     | Federico Boaro     | 1982 | 202 cm | 100 kg |  |
| 9  | Italia (bandiera)      | G     | Marco Carraretto   | 1977 | 197 cm | 95 kg  |  |
| 10 | Italia (bandiera)      | A     | Agostino Li Vecchi | 1970 | 204 cm | 100 kg |  |
| 11 | Italia (bandiera)      | C     | Davide Cantarello  | 1968 | 214 cm | 108 kg |  |
| 14 | Italia (bandiera)      | AG    | Joel Zacchetti     | 1982 | 208 cm | 105 kg |  |
| 15 | Stati Uniti (bandiera) | C     | Thalamus McGhee    | 1975 | 205 cm | 110 kg |  |
| 16 | Italia (bandiera)      | G     | Alberto Prez       | 1982 | 190 cm | 85 kg  |  |
| 17 | Italia (bandiera)      | G     | Michele Mian       | 1973 | 196 cm | 90 kg  |  |
| 18 | Stati Uniti (bandiera) | AC    | John Strickland    | 1970 | 205 cm | 110 kg |  |
| -  | Stati Uniti (bandiera) | AG    | Derek Hood         | 1976 | 202 cm | 101 kg |  |

| Allenatore                                                                                        |
| - Matteo Boniciolli                                                                               |
| Assistente/i                                                                                      |
| - Lorenzo Bettarini - Stefano Comuzzo Legenda - (C) Capitano - (IN) Inattivo - Infortunato Roster |

## Mercato

### Sessione estiva
| Acquisti | Acquisti           | Acquisti         | Acquisti   | Acquisti |
| R.       | Nome               | da               | Modalità   |          |
| -------- | ------------------ | ---------------- | ---------- | -------- |
| P        | Leonardo Busca     | Pall. Roseto     | svincolato |          |
| G        | Michele Mian       | V.L. Pesaro      | svincolato |          |
| A        | Agostino Li Vecchi | Barcellona       | svincolato |          |
| C        | Thalamus McGhee    | Apollon Limassol | svincolato |          |

| Cessioni | Cessioni        | Cessioni         | Cessioni       | Cessioni |
| R.       | Nome            | a                | Modalità       |          |
| -------- | --------------- | ---------------- | -------------- | -------- |
| P        | Federico Pieri  | Crabs Rimini     | fine contratto |          |
| P        | Lou Smalley     | Free agent       | fine contratto |          |
| AP       | Richie Dalmau   | Piratas de Queb. | fine contratto |          |
| A        | Alexander Lazic | V.L. Pesaro      | fine contratto |          |
| A        | Davide Zambon   | Free agent       | fine contratto |          |
| AG       | Mauro Sartori   | Scaligera Verona | fine contratto |          |
| AG       | Bassirou Niang  | ...              | fine contratto |          |
| C        | Joelcio Joerke  | Vasco da Gama    | fine contratto |          |

### Dopo l'inizio della stagione
| Acquisti | Acquisti        | Acquisti         | Acquisti    | Acquisti   |
| R.       | Nome            | da               | data        | Modalità   |
| -------- | --------------- | ---------------- | ----------- | ---------- |
| P        | José Lasa       | Peristeri        | 2 novembre  | svincolato |
| AC       | John Strickland | TampaBay T-Dawgs | 28 febbraio | svincolato |
| AC       | Derek Hood      | K.C. Knights     | 22 marzo    | svincolato |

| Cessioni | Cessioni        | Cessioni   | Cessioni | Cessioni    |
| R.       | Nome            | a          | data     | Modalità    |
| -------- | --------------- | ---------- | -------- | ----------- |
| AC       | John Strickland | Free agent | 23 marzo | rescissione |